# Papat d'Orvieto

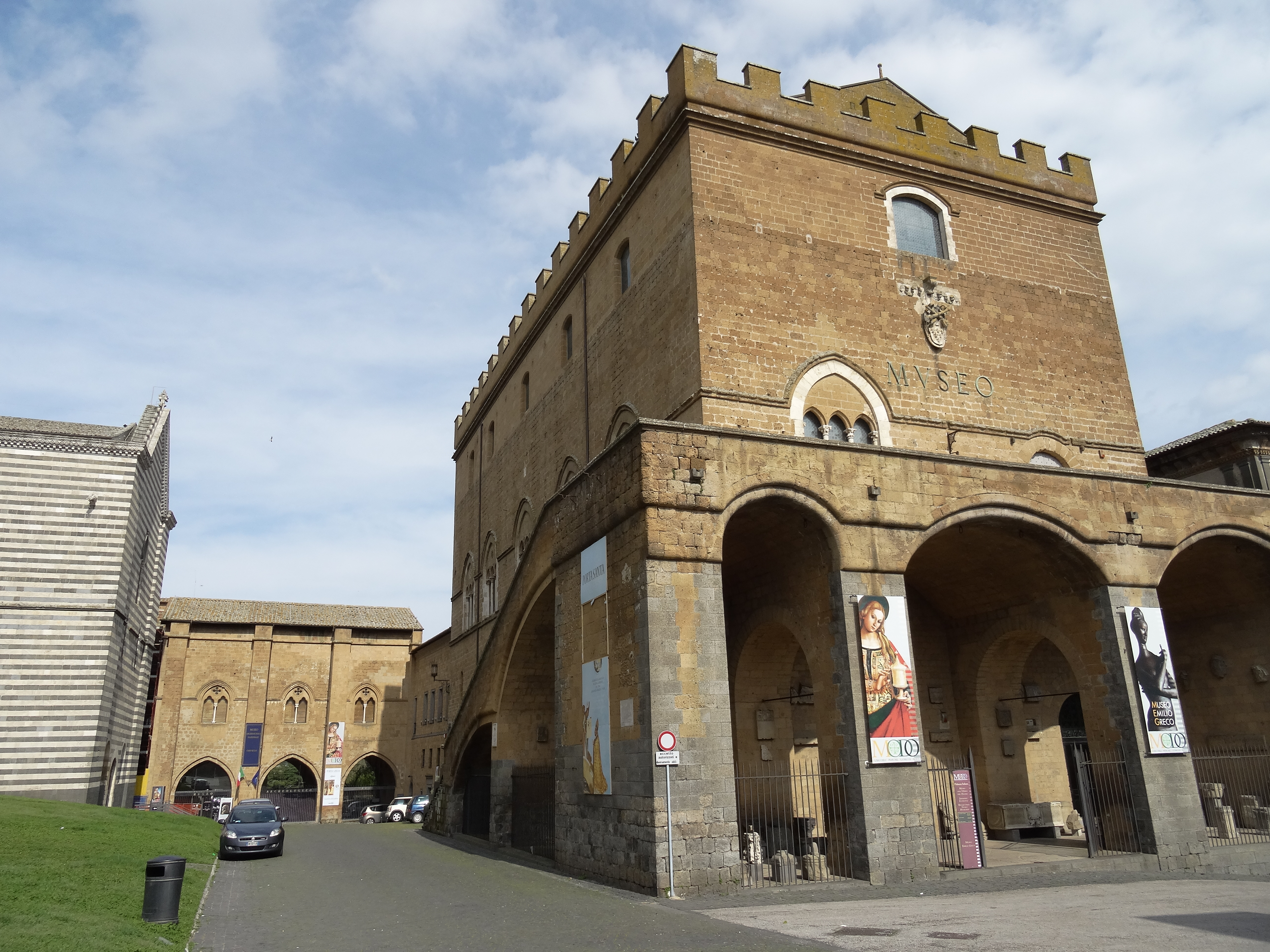
El palau papal d'Orvieto

La ciutat d'Orvieto, Umbria, va ser refugi de cinc papes durant el segle xiii: Urbà IV (1261-1264), Gregori X (1271-1276), Martí IV (1281-1285), Nicolau IV (1288-1292) i Bonifaci VIII (1294-1303). Durant aquest temps, els papes van residir al palau papal d'Orvieto (també conegut com a Palazzo Soliano), que estava al costat de la catedral d'Orvieto i es va expandir a la residència del bisbe. Cap d'aquests papes va morir a Orvieto, per la qual cosa no hi va haver eleccions papals ni tombes papals.
Motius polítics i estratègics van motivar els moviments freqüents del papa i la Cúria romana durant aquest període, i altres destinacions inclouen Viterbo i Perusa. Urbà IV i Martí IV van residir a Viterbo i Orvieto. Durant el període del regnat de Nicolás IV a Benet XI (1303-1304), Orvieto va allotjar el papa amb més freqüència que Roma.
L'historiador de l'art, Gary M. Radke, assenyala que «els palaus papals de Viterbo i Orvieto són els palaus papals més extensos del segle xiii que han sobreviscut fins als nostres dies». Data els frescos del palau als anys 1290, durant el regnat de Nicolau IV o Bonifaci VIII. Mostren impulsos naturalistes en estil gòtic.

## Antecedents
La ciutat s'esmenta en els escrits de Gregori I (590-604). Adrià IV (1154-59) va ser el primer papa a passar un temps significatiu a Orvieto. Segons l'Enciclopèdia Catòlica, «a causa de la seva posició, Orvieto va ser escollit sovint pels papes com a lloc de refugi i Adrià IV ho va enfortir». El seu successor, Innocenci III (1198-1216), va ser un opositor militant de l'heretgia càtara, que s'havia infiltrat a la ciutat i va prendre mesures per a erradicar aquesta heretgia; Innocenci III va enviar a Pietro Parenzo a governar la ciutat, que va ser ràpidament martiritzat. El 1227, Gregori IX (1227-1241) va confirmar el studium generale dominic a Orvieto, una escola de teologia, una de les primeres d'Europa.

## Història

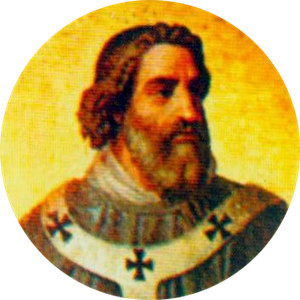
Urbà IV
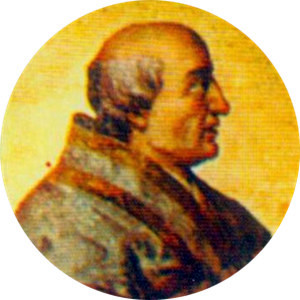
Gregori X
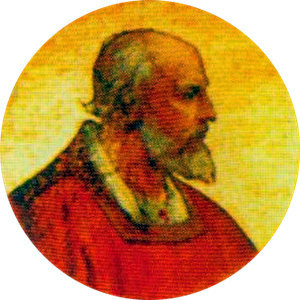
Martí IV
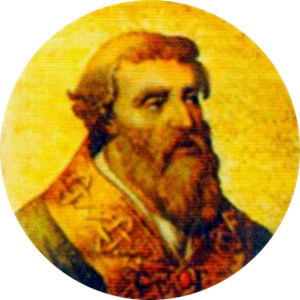
Nicolau IV
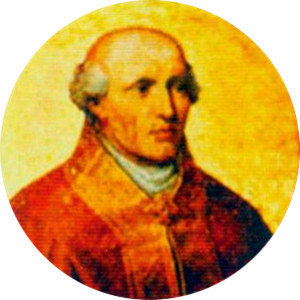
Bonifaci VIII

El palau es va expandir durant el regnat d'Urbà IV (1261-1264), però el "saló del nord-oest havia d'estar anteriorment construït". Urbà IV era francès i havia estat coronat a Viterbo, però va passar la major part del seu pontificat a Orvieto. L'estructura es va convertir en palau papal durant la seva estada de dos anys a Orvieto, que va començar el 18 d'octubre de 1262, encara que no s'havia completat fins que Gregori X (1271-1276) es va instal·lar allí el 26 de juliol de 1272. Urbà va començar la seva construcció el 1263, any en què va consagrar una nova església dominica a Orvieto. El primer esment del palau papal en documents contemporanis data de l'1 d'abril de 1273.
Martí IV (1281-1285) va estar a Orvieto entre el 23 de març de 1281 i el 24 de juny de 1282, i després a prop de Montefiascone a l'estiu i la tardor de 1282. Va tornar a Orvieto del 25 de desembre de 1282 fins al 27 de juny, 1284. Probablement va triar residir a la seva fortalesa de Montefiascone, mentre que la residència d'Orvieto s'estava expandint. L'actual catedral d'Orvieto es va iniciar el 1285.
Nicolau IV (1288-1292) va estar en Orvieto del 13 de juny de 1290 al 19 d'octubre de 1291. Encara que Nicolau IV era romà per naixement, va portar la Cúria amb ell a Orvieto. Nicolau IV va ser elegit Podestà i Capitano del Popolo d'Orvieto, el primer papa per celebrar oficis cívics a la ciutat. Bonifaci VIII (1294-1303) va arribar a Orvieto el 6 de juny de 1297 i va marxar aquest mateix mes. Durant la seva estada, la Comuna va col·locar el seu escut al Palazzo del Capitano del Popolo, va erigir estàtues seves a dues portes de la ciutat i va descobrir frescos a les portes i pintures dins del Palazzo del Populo. Bonifaci VIII va ser elegit Capitano i Podestà en 1297, i Capitano novament en 1298.

## Llaços papals posteriors

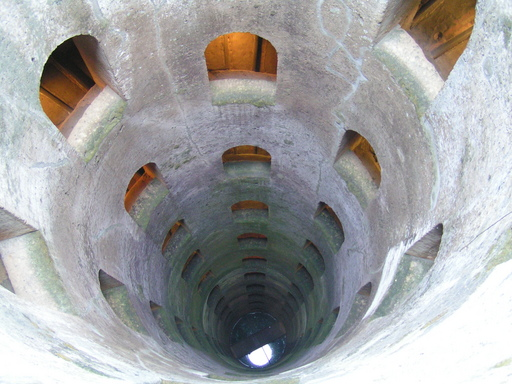
Pozzo di S. Patrizio

Nicolau V (1447-55), en una carta de 1449 va donar diners per a la restauració del Palau Episcopal i va autoritzar a Fra Angelico a començar a pintar a la Cappella Nuova de la Catedral.
Durant el saqueig de Roma (1527), Climent VII (1523-1534) es va refugiar a Orvieto. En preparant un possible setge de la ciutat, va ordenar el Pozzo di S. Patrizio ("Pou de Sant Patrici) construïts per l'arquitecte-enginyer Antonio da Sangallo el Jove. Per descomptat, el papa i l'emperador es van reconciliar molt abans que el pou fos completat. Sixt V (1585-1590) va drenar els pantans de la ciutat.
La propietat del palau va passar del papa a la catedral el 1550, i l'estructura es va convertir en un museu el 1896. Segons l'Enciclopèdia catòlica, «al palau dels papes, construït per Bonifaci VIII, es troba el museu cívic que conté antiguitats etrusques i obres d'art que són, en gran part, de la catedral».